# العلاقات الدومينيكانية النيوزيلندية
العلاقات الدومينيكانية النيوزيلندية هي العلاقات الثنائية التي تجمع بين جمهورية الدومينيكان ونيوزيلندا.

## مقارنة بين البلدين
هذه مقارنة عامة ومرجعية للدولتين:
| وجه المقارنة                                              | جمهورية الدومينيكان | نيوزيلندا                                              |
| --------------------------------------------------------- | ------------------- | ------------------------------------------------------ |
| المساحة (كم2)                                             | 48.67 ألف           | 268.02 ألف                                             |
| عدد السكان (نسمة)                                         | 10.40 مليون         | 4.24 مليون                                             |
| الكثافة السكانية (ن./كم²)                                 | 213.68              | 15.82                                                  |
| العاصمة                                                   | سانتو دومينغو       | ويلينغتون، أوكلاند                                     |
| اللغة الرسمية                                             | اللغة الإسبانية     | لغة إنجليزية، اللغة الماورية، لغة الإشارة النيوزيلندية |
| العملة                                                    | بيزو دومنيكاني      | دولار نيوزيلندي، الجنيه النيوزيلندي                    |
| الناتج المحلي الإجمالي (بليون دولار)                      | 75.93 مليار         | 205.85 مليار                                           |
| الناتج المحلي الإجمالي (تعادل القوة الشرائية) بليون دولار | 149.89 مليار        |                                                        |
| الناتج المحلي الإجمالي الاسمي للفرد دولار أمريكي          | 6.47 ألف            |                                                        |
| الناتج المحلي الإجمالي للفرد دولار أمريكي                 | 13.26 ألف           |                                                        |
| مؤشر التنمية البشرية                                      | 0.715               | 0.914                                                  |
| رمز المكالمات الدولي                                      | +1809، +1829، +1849 | +64                                                    |
| رمز الإنترنت                                              | .do                 | .nz                                                    |
| المنطقة الزمنية                                           | 00                  | ت ع م+13:00، ت ع م+12:00                               |

## منظمات دولية مشتركة
يشترك البلدان في عضوية مجموعة من المنظمات الدولية، منها:
| علم المنظمة | اسم المنظمة                        | تاريخ انضمام جمهورية الدومينيكان | تاريخ انضمام نيوزيلندا |
| ----------- | ---------------------------------- | -------------------------------- | ---------------------- |
|             | المنظمة الهيدروغرافية الدولية      | ?                                | ?                      |
|             | الاتحاد البريدي العالمي            | ?                                | ?                      |
|             | يونسكو                             | 4 نوفمبر 1946                    | 4 نوفمبر 1946          |
|             | البنك الدولي للإنشاء والتعمير      | 18 سبتمبر 1961                   | 31 أغسطس 1961          |
|             | منظمة التجارة العالمية             | ?                                | ?                      |
|             | وكالة ضمان الاستثمار متعدد الأطراف | 7 مارس 1997                      | 22 أبريل 2008          |
|             | منظمة الشرطة الجنائية الدولية      | ?                                | ?                      |
|             | مؤسسة التمويل الدولية              | 31 أكتوبر 1961                   | 31 أغسطس 1961          |
|             | الأمم المتحدة                      | 24 أكتوبر 1945                   | 24 أكتوبر 1945         |
|             | مؤسسة التنمية الدولية              | 16 نوفمبر 1962                   | 1 أكتوبر 1974          |
|             | منظمة حظر الأسلحة الكيميائية       | ?                                | ?                      |

## وصلات خارجية
- موقع وزارة الخارجية النيوزيلندية